# Bombylius acrophylax
Bombylius acrophylax är en tvåvingeart som beskrevs av Greathead 1991. Bombylius acrophylax ingår i släktet Bombylius och familjen svävflugor.
Artens utbredningsområde är Burundi. Inga underarter finns listade i Catalogue of Life.